# Folldal
Folldal er en kommune i Innlandet fylke i Norge.
Den grænser i nord til Oppdal og Tynset, i øst til Alvdal, i syd til Stor-Elvdal, Sør-Fron og Sel, og i vest til Dovre. Grubedriften havde afgørende betydning for Folldals udvikling fra 1700-tallet og frem til den sidste grube lukkede i 1993. Højeste punkt i kommunen er Rondslottet der er  2.178 moh.

## Geografi
Folldal kommune har landets højest beliggende kommunecenter og præges af storslået natur med fjelde og smukke sæterdale. Bygden ligger ved foden af Rondane og Snøhetta. Området har også mange interessante spor fra sidste istid og fra de første fangstkulturer. Inden for kommunen findes Norges længste sæterdal, Einunndalen på 55 kilometer. I Einunndalen er der fortsat aktiv sæterdrift om sommeren på sætere bygget allerede i 1700-tallet. Kommunen har et stabilt indlandsklima med kun lidt nedbør og mange soldage. Næsten halvdelen af kommunens areal er beskyttede naturfredningsområder og nationalparker. Dele af Rondane nationalpark og Dovre nationalpark ligger i Folldal.

## Samfund
Folldal kommunestyre består af 17 medlemmer og er kommunens øverste politiske organ. 
Folldal er en af få kommuner i Norge som kan rose sig af fuld børnehavedækning (2006).
Folldals Marked er Folldals lokalavis. Avisen udkommer en gang om måneden i et oplag på 1.460. Ansvarlig redaktør er Kjetil Svanemyr.
Der er tre kirker i Folldal. Folldal kirke blev først opført i 1751. Før det måtte folldølene rejse til Dovre eller Lilleelvedalen (Alvdal) for at få udført kirkelige handlinger. Kirken var en korskirke med tårn over midtpartiet. Denne blev nedrevet i 1881 og erstattet af en langkirke, som fortsat er i brug. Kirkens altertavle er fra den første kirke, men skal oprindelig have tilhørt en gammel kirke i Fron. Dalen kirke ligger i den nordlige del af bygden og blev bygget i 1935 på initiativ af Dalen og Slåens kvindeforening. Egnund kapel blev bygget i 1975 som en gave givet til Egnund kreds af Magne Mortensson. Denne ligger i den sydlige ende af Folldal, i rolige omgivelser i skoven.

## Erhvervsliv
Erhvervslivet i Folldal var frem til nedlæggelsen af grubedriften i 1993 domineret af bjergværksdrift og primærnæringerne jord- og skovbrug. Landbruget står fortsat stærkt og står i dag for 20 % af beskæftigelsen. Jordbrugsarealet består hovedsagelig af eng og græsning, og indtægterne på gårdene kommer derfor fra husdyrhold. Klimaet gør, at skovbruget er af relativt lille omfang, men malmfyr danner grundlag for en udstrakt træforædlingsvirksomhed.
Folldal kommune er den største arbejdsgiver i kommunen.

## Historie
Længe før der blev fast bosættelse i Folldal, blev området ofte besøgt af fangstmænd på jagt efter rensdyr. Der findes tæt ved 1000 dyregrave i Folldal og rester af et større massefangstanlæg, der er dateret til 1200-tallet. Også andre steder i Rondane er det massefangstanlæg og dyregrave, som vidner om omfattende fangst af rensdyr. En fangstgrav i den sydlige del af kommunen er udgravet og dateret til 900-tallet.
Ifølge lokale sagn var den første folldøl en mand, som var lyst fredløs; Torkjell Barfrost. Et bopladsfund fra slutningen af 900-tallet knyttes til sagnet. Ifølge Færingesaga skal Sigmundur Brestisson og fætteren Tóri Beinisson være gået vild i en snestorm på Dovrefjell, da de var på vej for at møde Håkon Jarl af Norge. De skal da have mødt Torkjell Barfrost og blev boende hos ham, hans kone Ragnhild og datteren Turid i seks år, før de drog videre. Sigmundur Brestisson og Tóri Beinisson skal senere have talt Torkjells sag på Frostatinget, så Torkjell blev frikendt og blev sysselmand i Orkdal. Torkjells datter Turid giftede sig med Sigmundur Brestisson og flyttede med ham tilbage til Færøerne.
Grubedrift har haft afgørende betydning for Folldals udvikling fra 1700-tallet og frem til i dag. Folldal hovedgrube, Gammelgruva, startede formelt op i 1748. I perioder beskæftigede gruberne op til 550 personer. I tiden frem til 1878 blev malmen, (zink, kobber og svovl), fragtet med hest til Lovise smeltehytte i Alvdal. Fra 1878 til 1906 var der et ophold i driften. Ved opstarten igen i 1906 blev malmen fragtet med tovbane den samme strækning. Den 34 km lange tovbane var Nordeuropas længste. Hovedgruben blev nedlagt i 1941, da den var tom. Virksomheden blev drevet på flere andre forekomster i området frem til 1968. Da blev grubedriften flyttet til Tverrfjellet på Hjerkinn i Dovre kommune, ca. 30 km fra Folldal centrum. Virksomheden dér blev nedlagt i 1993.

## Kultur/Aktiviteter
Det er rige muligheder for jagt (elg, ren og rype), fiskeri og friluftliv for alle indbyggere. Om vinteren findes der et vidstrakt løjpenet for skiaktiviteter. Folldal byder også på aktiviteter som rafting, ridning, hundekørsel, isklatring, og moskussafari.
I Folldal findes også en motocrossbane, hvor der er mulighed for at leje en crosscykel på træningsdagene.
Folldalsdagene arrangeres hvert år sidste weekend i juli, med blandt andet hundeudstilling og koncerter.

### Folldal Flyveplads
Folldal har egen flyveplads til småfly, Grimsmoen flyveplads, Folldal, med ICAO-kode: ENGN, grusbane 1000 m lang, højde over havet: 2263 fod, rullebaneretning 07–25, radiofrekvens 123,500 MHz.
Pladsen ligger på Grimsmoen. På grund af fjeldbølger som dannes af de nærliggende fjeldpartier, bruges pladsen en del til svæveflyvning.

### Seværdigheder
- Folldal Gruber (kulturmindesmærke)
- Folldal Bygdetun (Uppigard Streitlien)
- Ortodokse hellig Olav kapel